# Bataille de Falmagne
Révolution brabançonne
Batailles
- Turnhout
- Gand
- Falmagne

La bataille de Falmagne est un épisode de la révolution brabançonne qui voit s'opposer les troupes des États-Belgiques-Unis à l'Armée impériale le 22 septembre 1790 à Falmagne, en Belgique,.

## Contexte
Le 18 septembre 1790, les généraux Schönfeld (de) et Koehler (en) s'entretiennent à Andoy avec les députés statistes du Congrès des États belgiques unis, Henri van der Noot, Jean de Baillet et Del Rio. Ils décident d'une attaque générale contre les Autrichiens : Schönfeld doit se porter sur Marche, tandis que Koehler doit prendre Rochefort, où les deux colonnes doivent effectuer la jonction. À cet effet, une armée de 20 000 villageois inexpérimentés est levée.

## Déroulement
Une armée de 5 000 révolutionnaires et de quatre canons menée par le général George Koehler (en) traverse la Meuse le 22 septembre 1790 à hauteur de Moniat afin d'attaquer les collines d'Anseremme et Falmagne.
En parallèle, un peu plus au sud, vers Hastière, une deuxième armée de 1 800 hommes traverse la Meuse afin d'empêcher les troupes autrichiennes qui ont établi leur camp à Blaimont de venir prêter main-forte à Falmagne.
Les troupes brabançonnes occupent rapidement les collines d'Anseremme, et mettent la main sur quelques canons ennemis. Lorsque la cavalerie autrichienne arrive en renfort et que deux caissons brabançons explosent, les révolutionnaires sont rapidement repoussés de l'autre côté de la Meuse.
Sur le front sud, les troupes brabançonnes s'emparent de trois canons et font 30 prisonniers, mais doivent également se retirer de l'autre côté du fleuve, dans la confusion. Le général Schönfeld (de) attaque le flanc droit des Autrichiens, mais il est repoussé, malgré un avantage numérique considérable.

## Conséquences
Cette déroute démontre qu'une levée en masse de villageois ne sauvera pas la Belgique : ces derniers sont alors immédiatement licenciés.
En raison de l'absence de soutien international, les États Belgiques Unis ne peuvent pas résister au retour des troupes impériales, qui mènent la reconquête des territoires des Pays-Bas autrichiens au nom de l'empereur Léopold II.

### Sources
- Théodore Juste, Histoire de la révolution belge de 1790, précédée d'un tableau historique du règne de l'empereur Joseph II et suivie d'un coup d'oeil sur la révolution de 1830, Jamar, 1846 (lire en ligne)